# Diocese de Urgel

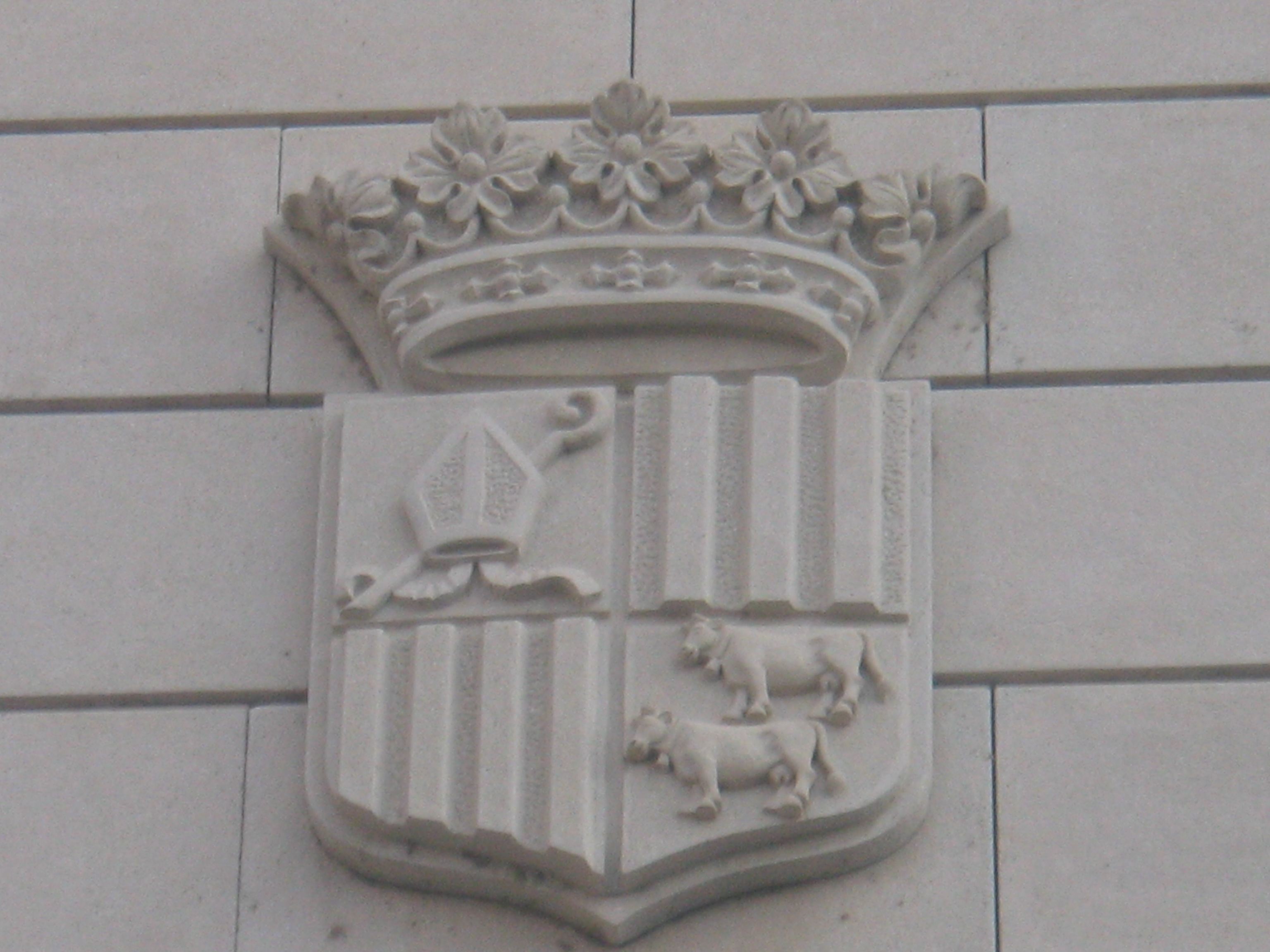
Escudo de Andorra na fachada do Palácio Episcopal.

A Diocese de Urgel (em latim: Diœcesis Urgellensis) é uma diocese da Igreja Católica na Catalunha (Espanha) e no Principado de Andorra no histórico Condado de Urgell, com origens no século V d.C. ou possivelmente antes. A sede e a catedral do bispo estão situadas na cidade de La Seu d'Urgell. O Estado de Andorra faz parte desta diocese.
O Bispo de Urgel recebe um cargo atualmente único no mundo, sendo o co-príncipe de Andorra juntamente com o presidente da República Francesa.

## Lista de Bispos de Urgel
1. Sant Just (antes de 527-depois de 546)
2. Epigan (c. 550)
3. Marcel I (c. 570)
4. Simplici (589-599)
5. Gabila (c. 604)
6. Ranari (c. 633)
7. Meurell (653-665)
8. Leuderic I (665-683)
9. Jacint ? (672-680?)
10. Leuberic (683-693)
11. Urbici (693-704)
12. Marcel II (704-721)
13. Just II (721-733)
14. Anambad ? (733-731)
15. Leuderic II (732-754)
16. Esteve (754-765)
17. Dotila (765-783)
18. Fèlix (783-792)
19. Randulf (792-798)
20. Fèlix (segunda vez) (798-799)
21. Leidrat de Lió (799-806)
22. Posedoni I (806-819)
23. Sisebut I (819-823)
24. Posedoni II (823-833)
25. Sisebut (833-840)
26. Florenci (840-850)
27. Beat (850-857)
28. Guisad I (857-872)
29. Golderic (872-885)
30. Esclua (885-892)
31. Ingobert (893-900)
32. Nantigis (900-914)
33. Trigilbert (914)
34. Radulf (914-940)
35. Guisad I (940-981)
36. Salla d'Urgell (981-1010)
37. Ermengol (1010-1035)
38. Eribau (1035-1040)
39. Guillem Guifré (1040-1075)
40. Bernat Guillem (1075-1092)
41. Folc II, visconde de Cardona (1092-1095)
42. Guillem Arnau (1092-1095)
43. Ot (1095-1122)
44. Pere Berenguer (1122-1141)
45. Bernat Sanç (1141-1162)
46. Bernat Roger (1162-1166)
47. Arnau de Preixens (1166-1195)
48. Bernat de Castelló (1195-1198)
49. Bernat de Vilamur (1198-1203)
50. Pere de Puigvert (1203-1230)
51. Ponç de Vilamur (1230-1257)
52. Abril Pérez Peláez (1257-1278)

## Lista de bispos de Urgel e co-príncipes de Andorra
1. Pere d'Urtx (1278-1293)
2. Guillem de Montcada (1295-1308)
3. Ramon Trebaylla (1309-1326)
4. Arnau de Llordà (1326-1341)
5. Pere de Narbona (1341-1347)
6. Nicolau Capocci (1348-1351)
7. Hugó Desbach (1351-1361)
8. Guillem Arnau de Patau (1362-1364)
9. Pere de Luna (1365-1370)
10. Berenguer d'Erill i de Pallars (1371-1388)
11. Galcerand de Vilanova (1388-1415)
12. Francesc de Tovia (1416-1436)
13. Arnau Roger de Pallars (1437-1461)
14. Jaume de Cardona i de Gandia (1462-1466)
15. Roderic de Borja (1467-1472)
16. Pere de Cardona (1472-1515)
17. Joan Despés (1515-1530)
18. Pedro Jordà de Urríes (1532-1533)
19. Francesc de Urríes (1534-1551)
20. Miquel Despuig (1552-1556)
21. Joan Pérez García de Oliván (1556-1560)
22. Pere de Castellet (1561-1571)
23. Joan Dimas Loris (1572-1576)
24. Miquel Jeroni Morell (1577-1579)
25. Hugó Ambrós de Montcada (1580-1586)
26. Andreu Capella (1587-1609)
27. Bernat de Salbà i de Salbà (1610-1620)
28. Luís Díes Aux de Armendáriz (1621-1627)
29. Antoni Pérez (1627-1633)
30. Pau Duran (1634-1651)
31. Joan Manuel de Espinosa (1655-1663)
32. Melcior Palau i Boscà (1664-1670)
33. Pere de Copons i de Teixidor (1671-1681)
34. Joan Desbach Martorell (1682-1688)
35. Oleguer de Montserrat Rufet (1689-1694)
36. Julià Cano Thebar (1695-1714)
37. Simeó de Guinda y Apeztegui (1714-1737)
38. Jordi Curado y Torreblanca (1738-1747)
39. Sebastià de Victoria Emparán y Loyola (1747-1756)
40. Francesc Josep Catalán de Ocón (1757-1762)
41. Francesc Fernández de Xátiva y Contreras (1763-1771)
42. Joaquín de Santiyán y Valdivielso (1772-1779)
43. Juan de García y Montenegro (1780-1783)
44. Josep de Boltas (1785-1795)
45. Francesc Antoni de la Dueña y Cisneros (1797-1816)
46. Bernat Francés y Caballero (1817-1824)
47. Bonifaci López y Pulido (1824-1827)
48. Simó de Guardiola y Hortoneda (1827-1851)
49. Josep Caixal i Estradé (1853-1879)
50. Salvador Casañas y Pagés (1879-1901)
51. Ramon Riu i Cabanes (1901)
52. Toribio Martín (1902)
53. Joan Josep Laguarda i Fenollera (1902-1906)
54. Juan Benlloch i Vivó (1906-1919)
55. Jaume Viladrich (1919-1920)
56. Justí Guitart i Vilardebó (1920-1940)
57. Ricardo Fornesa (1940-1942)
58. Ramon Iglesias i Navarri (1942-1969)
59. Ramón Malla Call (1969-1971)
60. Joan Martí Alanis (1971-2003)
61. Joan Enric Vives i Sicília (2003-2025)
62. Josep-Lluís Serrano Pentinat (desde 2025[nota 1])